# 25601 Francopacini
25601 Francopacini este un asteroid din centura principală de asteroizi.

## Descriere
25601 Francopacini este un asteroid din centura principală de asteroizi. A fost descoperit pe 1 ianuarie 2000 la San Marcello Pistoiese de Maura Tombelli și Luciano Tesi. Asteroidul prezintă o orbită caracterizată de o semiaxă mare de 3,24 ua, o excentricitate de 0,14 și o înclinație de 2,7° în raport cu ecliptica.